# Suvi Koskinen
Suvi Maria Koskinen (* 24. April 1997 in Kauhajoki) ist eine finnische Leichtathletin, die sich auf den Hammerwurf spezialisiert hat.

## Sportliche Laufbahn
Erste internationale Erfahrungen sammelte Suvi Koskinen beim Europäischen Olympischen Jugendfestival (EYOF) 2013 in Utrecht, bei dem sie mit einer Weite von 60,23 m mit dem leichteren Jugendhammer den siebten Platz belegte. 2015 gelangte sie bei den Junioreneuropameisterschaften in Eskilstuna mit 63,03 m auf den vierten Platz und im Jahr darauf gewann sie bei den U20-Weltmeisterschaften in Bydgoszcz mit 62,49 m die Bronzemedaille. 2017 wurde sie bei den U23-Europameisterschaften ebendort mit 64,50 m Achte und 2022 startete sie bei den Weltmeisterschaften in Eugene und schied dort mit 67,98 m in der Qualifikationsrunde aus. Im Jahr darauf verpasste sie bei den Weltmeisterschaften in Budapest mit 70,81 m den Finaleinzug.  2024 schied sie bei den Europameisterschaften in Rom mit 62,72 m in der Vorrunde aus, ehe sie bei den Olympischen Sommerspielen in Paris mit 67,90 m den Finaleinzug verpasste.